# The Loft (Film)
The Loft (Alternativtitel: Mord im Loft) ist ein US-amerikanisch-belgischer Film von Erik Van Looy aus dem Jahr 2014. Es ist eine Neuverfilmung des belgischen Films Loft – Tödliche Affären aus dem Jahr 2008.

## Handlung
Vincent Stevens, Chris Vanowen, Luke Seacord, Marty Landry und Chris’ Halbbruder Philip Trauner sind verheiratet und beste Freunde. Vincent ist ein erfolgreicher Architekt und hat ein neues Gebäude entworfen. Er schlägt seinen Freunden vor, sich eines der schönen neuen Lofts zu teilen. Dies gäbe ihnen die Möglichkeit, mit anderen Frauen auszugehen, ohne dass Abbuchungen auf ihrer Kreditkarte erscheinen würden.
Eines Tages finden sie die blutüberströmte Leiche einer Frau im Loft, die mit Handschellen ans Bett gefesselt ist. Das Opfer ist Sarah Deakins. Sie diskutieren darüber, wer dafür verantwortlich ist und was mit der Leiche passieren soll. Dabei entdecken sie Geheimnisse übereinander, die ihre Freundschaft beeinflussen.

## Kritik
„Der flämische Regisseur Erik Van Looy durfte hier das amerikanische Remake seines eigenen Thrillers (deutscher Titel: "Tödliche Affären") von 2008 selbst inszenieren. Doch an die Stärke des Originals und des ersten Remakes ([…] von Antoinette Beumer verfilmt) kommt er hier leider nicht heran. Wer die Geschichte […] und deren Ende nicht kennt, könnte hier durchaus überrascht werden. Doch das größte Problem besteht wohl darin, dass auch hier alle Figuren derart unsympathisch sind und ihre gestylte Hochglanz-Welt fernab jeglicher Normalität liegt, dass einem der Ausgang fast schon egal ist. Zudem geht diesmal die Gesellschaftskritik – eigentlich das Kernstück der Geschichte – der beiden niederländischsprachigen Werke völlig verloren.“